# Cuttack
Cuttack (pronunciación: /kʌtək/) (Oriya: କଟକ, [kɔʈɔkɔ]) es la antigua capital comercial del estado de Odisha, India. Es la sede del distrito de Cuttack y está localizada a 20 kilómetros al noreste de Bhubaneshwar, la capital de Odisha. El nombre de la ciudad es una forma inglesada de Kataka que literalmente significa The Fort, una referencia a la antigua fortaleza Barabati que la ciudad desarrolló. La ciudad se extiende por un área de 398 kilómetros cuadrados y está situada en el comienzo del Río Mahanadi.
Fundada en año 989, Cuttack fue la sede del gobierno en Odisha por cerca de un milenio antes de que su tamaño creciente obligara a la creación de una nueva capital en Bhubaneswar en 1948. Las dos ciudades se conocen actualmente colectivamente como las ciudades gemelas. Cuttack es famosa por sus obras únicas y tejidos de seda y algodón.

## Historia
La historia temprana de Cuttack está asociada con la dinastía Keshari. Como se ha señalado por el distinguido historiador A. Stirling, Cuttack actual fue establecida como un acantonamiento militar por el rey Nrupa Keshari de la dinastía Keshari en 989 a. C. Stirling basó su opinión en Madala Panji, una crónica del templo Jagannath de Puri. El reino de Markata Keshari se distinguió por la piedra construida para proteger la nueva capital de inundaciones en 1002 a. C.
La evidencia histórica sugiere que Cuttack se convirtió en capital de un Reino fundado por Anangabhimadeva de la dinastía Ganga en 1211 a. C. Después de la caída del régimen Ganga, Odisha pasó a manos de los Reyes Gajapati (1435-1541 A.D.) de la dinastía Solar bajo el cual Cuttack siguió siendo capital de Odisha. Después de la muerte de Mukunda Deva, el último rey hindú de Odisha, Cuttack estuvo primero bajo las reglas musulmanas y luego bajo el imperio mogol.
En 1750, Cuttack estuvo bajo las reglas de Maratha y creció rápido como un centro de negocios siendo el punto conveniente de contacto entre el Marathas de Nagpur y los comerciantes ingleses de Bengala. Fue ocupada por los británicos en 1803 y luego se convirtió en la capital de la división de Odisha en 1816. Desde 1948 en adelante, cuando la capital se trasladó a Bhubaneswar, la ciudad siguió siendo la sede administrativa de Odisha. 
Los restos del antigu fuerte llamado Barabati Killa todavía existe en el corazón de Cuttack con el foso alrededor de la fortaleza. Muy cerca se encuentra un estadio moderno Barabati, anfitrión de muchos juegos cricket nacionales e internacionales. Recientemente, el estadio ha sido actualizado con iluminación y los partidos toman lugar. 
La introducción de la tradición Sharadiya Utsav en la ciudad se remonta a al visita del Santo Chaitanya en el siglo XVI cuando la consagración del ídolo Durga utilizando el patrón de la máscara que se llevó a cabo en su presencia en Binod Behari Devi Mandap.
El reciente crecimiento de la ciudad ha resultado una expansión a través del río Kathjori y un municipio más reciente hacia la cabeza del delta formado entre el afluente del río Kathjori y el Mahanadi. Cuttack se conoce como una ciudad con Babaan Bazaar, Teppan Galee, es decir, una ciudad que tiene 52 mercados y 53 calles.

## Geografía y clima
Cuttack está situada a 20°30′N 85°50′E / 20.5°N 85.83°E / 20.5; 85.83 y tiene una elevación promedio de 36 metros (118 pies). Localizada en el vértice del delta del Mahanadi, la ciudad está rodeada por el río y sus afluentes en casi todos los lados. Estos incluyen el Kathjori, el Kuakhai y el Birupa. La temporada de verano es desde marzo hasta junio cuando el clima es caliente y húmedo. Las tormentas eléctricas son comunes en la altura del verano. Los meses del monzón son desde julio hasta octubre cuando la ciudad recibe la mayor parte de las precipitaciones del monzón sudoccidental. La precipitación anual es alrededor de 144 centímetros. La temporada de invierno desde noviembre hasta febrero está caracterizada por temperaturas suaves y lluvias ocasionales. Las temperaturas pueden exceder los 40 °C en pleno verano y puede caer por debajo de los 10 °C en el invierno.
La ciudad es propensa a los ciclones de la Bahía de Bengala. Las tormentas eléctricas de verano causan muchos daños. Cuttack sin embargo, está segura de terremotos, estando situada en la zona II sísmica relativamente segura. 
El Mahanadi proporciona gran parte del agua potable de la ciudad. Hay numerosos estanques (pokharis) en la ciudad que el agua de lluvia tiende. El río es utilizado también como un vertedero para las aguas residuales producidas por la ciudad.

## Cocina
Entre las delicias culinarias únicas de la ciudad del Milenio, ninguna se compara con el famoso Dahi vada y Aludum, una mezcla de picante de tres platos básicos, dahibara - vadas empapadas en leche descremada, ghuguni - garbanzos al curry y aludum - patatas enteras inmersas en fuego al curry. Todos y cada uno de estos platos tradicionales son de casi todos los días y es una necesidad en el itinerario de la mayoría de los turistas. Otros alimentos de preparación rápida populares incluyen Chat, Gup-chup (pani puri).
Hay varios restaurantes en Cuttack que sirven muy buena comida a precios razonables. Alguno de los restaurantes de Cuttack están localizados cerca de la plaza College (cerca de la estación de tren).

## Demografía
A partir del censo de la India, Cuttack tenía una población de 534,654. Los hombres constituían el 52% de la población y las mujeres el 48%. Cuttack tiene un índice medio del 77% con la alfabetización masculina en el 86% y la alfabetización femenina en el 67%. El 29% de la población es menor de 14 años de edad.
Cerca del 94% de la población de la ciudad es Hindú. Los musulmanes representan alrededor del 5% mientras que los cristianos y los sikhs constituyen el resto.

## Política
En el Parlamento de Cuttack, ha sido la sede de la política de Odisha hace mucho tiempo. En el parlamento Indio, la circunscripción parlamentaria de Cuttack está representada por Bhartruhari Mahatab de Biju Janata Dal.
En la Asamblea del estado de la Ciudad de Cuttack, está dividida entre tres grupo a saber. Barabati-Cuttack, Choudwar-Cuttack y Cuttack Sadar. Cuttack está representada por Kalindi Behera de Biju Janata Dal dónde Cuttack Barabati está representada por Debasish (Rishi).

## Industrias
Metales de la India y Ferroaleaciones, el mayor productor de aleaciones de hierro del país está localizada en Choudwar, Cuttack. 
Hay unas pocas industrias en Chowdwar. Por ejemplo, la fábrica de papel y la fábrica textil de Odisha.
OSL Group, una de las principales empresas de estiba del país es también la cabeza en Cuttack.

## Hospitales

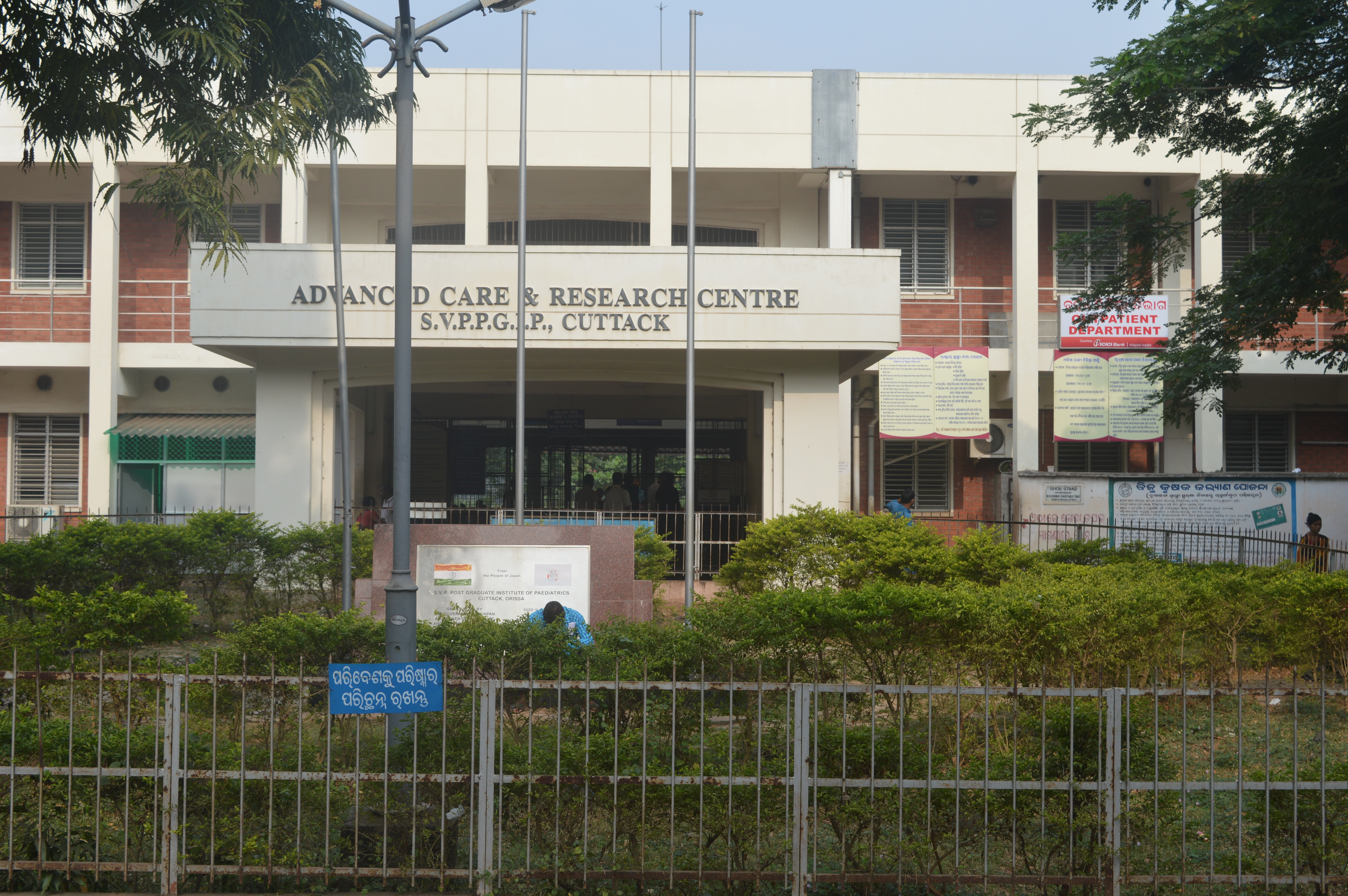
Imagen de las instalaciones del Sishu Bhavan.

General Hospital: Cuttack tiene la mayor escuela de medicina en Odisha - el colegio SCB de médicos y hospital. El hospital tiene un centro de emergencia, lugar de aire libre (para que caminen los pacientes). En SCB hay un banco de ojos operativo en el nombre de Nanak Dev.
Sishu Bhavan (hospital pediátrico). El hospital cuenta con una estrecha colaboración del gobierno Japonés/Coreano. El hospital está bien equipado con muchos instrumentos modernos de atención de salud. 
Hospital de Ojos: En el sector 6 de CDA en Cuttack, hay un hospital de ojos a cargo de la asociación rotativa. El hospital está bien equipado con los instrumentos necesarios para as cirugías oculares avanzadas. El hospital cuenta con médicos de muy alta calidad. 
Hospitales privados y clínicas de reposo: Aparte de los hospitales públicos, Cuttack también tiene un montón de hogares de ancianos y clínicas privadas. Estos hogares de ancianos llevan a cabo muchas cirugías y otros tratamientos avanzados. En general, los hogares médicos privados tienen una buena reputación en Cuttack.